# تریز مرکل
تریز مرکل (به انگلیسی: Therese Merkel) (زاده ۱۸ آوریل ۱۹۷۰) خوانندهٔ و بازیگر سوئدی است.
او عضو گروه آلکازار است.